# Skärgölen (Ås socken, Småland)
Skärgölen är en sjö i Gislaveds kommun i Småland och ingår i Lagans huvudavrinningsområde.